# Патао (газове родовище)
Патао — офшорне газове родовище у венесуельському секторі Карибського моря, на північ від півострова Паріа. Розташоване між родовищами Драгон та Меджіллонес, разом з якими віднесене владою Венесуели до так званої території Mariscal Sucre (окрім названих, включає також Ріо-Карібе).

## Характеристика
Всі родовища згаданої території відкриті в басейні Carupano в результаті розвідувальних робіт, розпочатих у 1978 році державною компанією Lagoven. В ході розвідки остання пробурила на Патао 5 свердловин. Поклади вуглеводнів виявлено у відкладеннях формації Cubagua (верхній міоцен — нижній пліоцен). Газоматеринськими є породи формації Tres Puntas (середній міоцен). За складом газ Патао більш ніж на 98 % складається з метану та містить лише невеликі домішки двоокису вуглецю та азоту.
Першим серед родовищ проекту Mariscal Sucre буде введене в розробку Драгон. Що стосується інших, то одним із варіантів їх розвитку є спільне освоєння венесуельською PDVSA та російською «Роснафтою». За пропозицією останньої можлива розробка з бурінням на Патао восьми свердловин кущовим методом. Від платформи для розміщення фонтанних арматур продукція без підготовки спрямовуватиметься офшорним трубопроводом на родовище Драгон.
Запаси Патао оцінюються у 152 млрд.м3, що робить його найбільшим на території Mariscal Sucre.